# جوليانا (مسلسل)
جوليانا (بالبرتغالية: Terra Nostra‏) أي أرضنا هو مسلسل تيلينوفيلا برازيلي تم إنتاجه في سنة 1999، وهو من إخراج خيمي مونخاردين، عرض المسلسل في البداية على قناة ريدي غلوبو من 20 أغسطس 1999 إلى 3 يونيو 2000، وثم عرضه في الدول الأخرى حيث حقق نجاحا كبيرا في تاهيتي وروسيا واليونان وكندا وبيرو والولايات المتحدة وموريشيوس وصربيا والمجر والفلبين وإيطاليا وإسبانيا وكرواتيا وجمهورية مقدونيا والبرتغال ورومانيا.

## قصة
تدور قصة المسلسل في أواخر القرن التاسع عشر في ساو باولو في البرازيل، عند قدوم المهاجرين الإيطاليين إلى البرازيل، وكانت تتكلم عن مشاكلهم وكذلك عن مشاكل العبودية في ذلك الوقت حيث كانت لا تزال موجودة في البرازيل في ذلك الوقت، كما تناول المسلسل القصص الرومانسية وخصوصاً التي تجمع بين بطلي المسلسل جوليانا (أنا باولا أروسيو) و ماتيو (تياغو لاسيردا).

## البطولة
- أنا باولا أروسيو بدور جوليانا سبلندور
- تياغو لاسيردا بدور ماتيو باتستيا
- كارولينا كاستنغ بدور روزانا تيليز دي أرانيا
- مارسيلو أنتوني بدور ماركو أنطونيو ماغليانو
- أنطونيو فاغونديس بدور جيمرسيندو تيليز دي أرانيا
- ديبورا دوارتي بدور ماريا دو سوكورو تيليز دي أرانيا
- راؤول كورتيز بدور فرانسيسكو ماغليانو
- أنجيلا فييرا بدور جانيت ماغليانو
- ماريا فيرناندا كانديدو بدور باولا
- كلاوديا رايا بدور هورتينسيا
- أدريانا ليزا بدور نانا
- بيانكا كاستانيو بدور فلوريندا

## وصلات خارجية
- جوليانا على موقع IMDb (الإنجليزية)
- جوليانا على موقع قاعدة بيانات الأفلام العربية
- جوليانا على موقع فيلمافينيتي (الإسبانية)
- جوليانا على موقع كينوبويسك (الروسية)
- جوليانا على موقع قاعدة بيانات الفيلم (الإنجليزية)
- مسلسل جوليانا في قاعدة بيانات الأفلام العربية.
- جوليانا في قاعدة بيانات الأفلام على الإنترنت.